# ウイルス性出血性敗血症

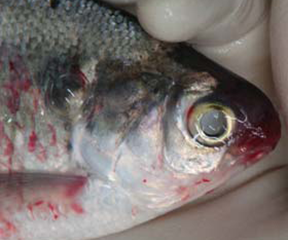
VHSを発症した個体

ウイルス性出血性敗血症（ウイルスせいしゅっけつせいはいけつしょう、英:viral hemorrhagic septicemia; VHS）とはラブドウイルス科Novirhabdovirus属に属するウイルス性出血性敗血症ウイルス（viral hemorrhagic septicemia virus; VHSV）の感染を原因とするサケ科魚類の感染症。低水温での発生が多い。外部所見は体色黒化、眼球突出、鰓の褪色、内部所見、病理所見は内臓や腹腔の大量出血、鰾、腹膜、腹腔内脂肪組織、骨格筋に点状出血、腎臓や脾臓の造血器官の壊死、貧血、白血球の減少。伝播は汚染された飼育水からの水平感染による。垂直感染は起こさない。